# Organización territorial de Kuwait

Mapa de las gobernaciones de Kuwait.

Kuwait es un estado unitario que se subdivide en dos niveles: gobernaciones y áreas.

## Divisiones

### Gobernaciones
Kuwait está dividida en seis gobernaciones (en árabe: محافظة‎, muhafazat, plural de muhafadhah).
- Ahmadí
- Al Asimah
- Farwaniya
- Hawalli
- Mubarak Al-Kabeer
- Yahra

## Áreas

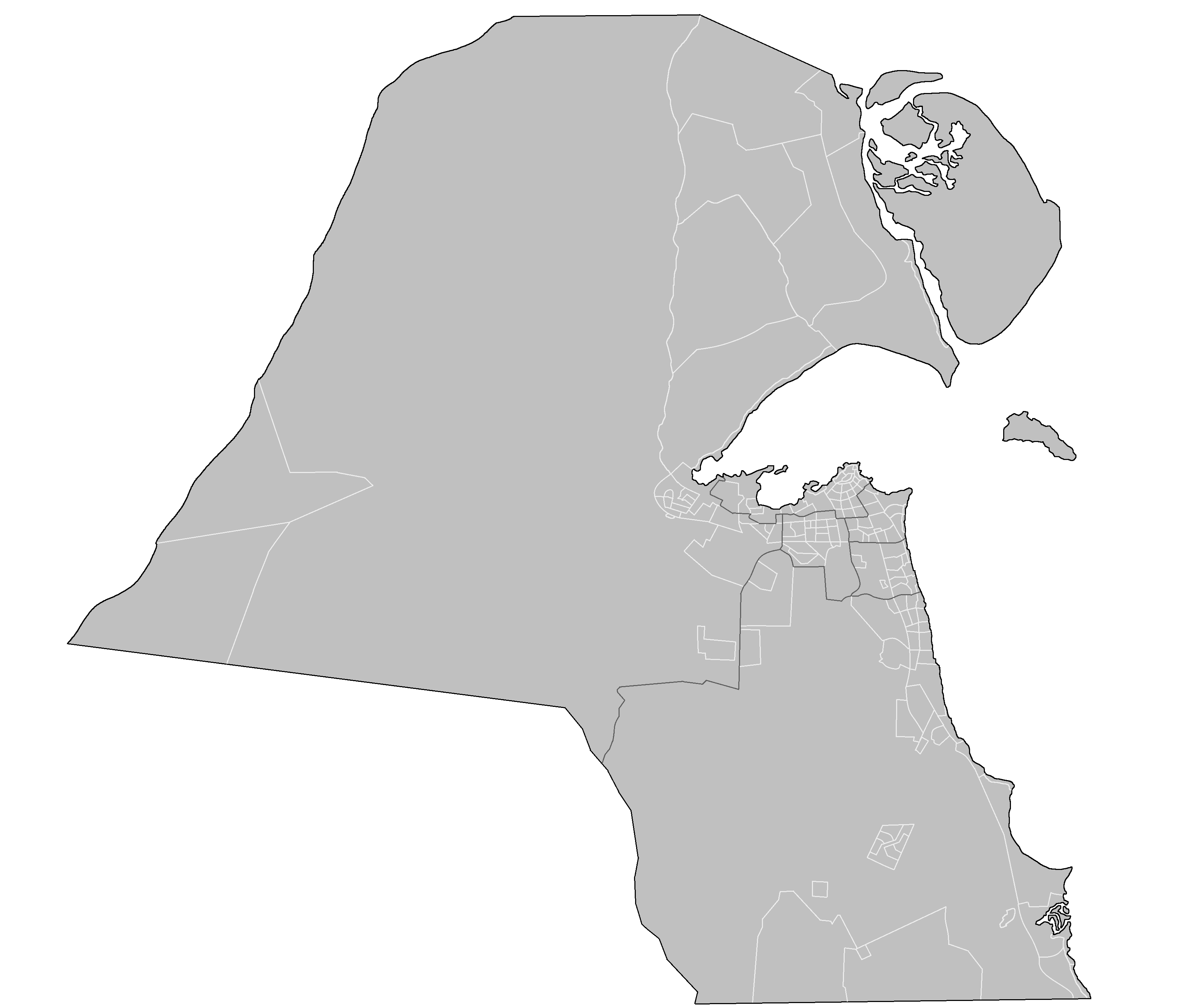
Mapa de las áreas de Kuwait.

Las gobernaciones se encuentran divididas en varias áreas (en árabe: مناطِق‎).
Las áreas se denominan con mucha menos frecuencia con otros nombres, como distritos, ciudades o pueblos. La palabra árabe para área, mintaqa (en árabe: منطقة‎) puede significar tanto área como región.
Las áreas se subdividen en bloques, cada uno de los cuales está relacionado con un número. Todos los bloques están divididos en calles (en árabe: شوارع‎, singular: šāriʿ en árabe: شارع‎). Sin embargo, algunas áreas pueden subdividirse en jaddāt (en árabe: جادات‎, singular: jadda en árabe: جادة‎), que podría traducirse como avenida o carril.
Las mayores ciudades son la capital Kuwait y Yahra (a unos 30 minutos en coche al noroeste de la capital). Las principales áreas residenciales y administrativas son Salmiya y Hawalli. La principal área industrial es Shuwaikh, que se encuentra dentro de la gobernación de Al Asimah.